# Ronde van de Toekomst 1982
De Ronde van de Toekomst 1982 (Frans: Tour de l'Avenir 1982) werd gehouden van 8 tot en met 20 september in Frankrijk.
Deze editie werd geheel in het oosten van Frankrijk verreden; de start vond plaats in het plaatsje Divonne-les-Bains in het departement Ain en de finish was in Morzine in het departement Haute-Savoie. Het eerste deel was voornamelijk een heuvelachtig parcours, de laatste etappes gingen over bergachtig terrein. Deze ronde bestond uit een proloog en elf etappes waarvan de tweede een ploegentijdrit was en de vierde en achtste een individuele tijdrit. Op 14 september was een rustdag.

## Bijzonderheden
In deze Tour deed voor het eerst een Oost-Duits team mee. Na de val van de Berlijnse Muur werden veel van deze Oost-Duitse wielrenners als professional ingelijfd door West-Europese wielerploegen. 
Greg Lemond, de winnaar van deze ronde, was hiermee de eerste Amerikaan die een grote ronde won op het Europese vasteland.
Tijdens deze ronde werd de Franse renner Raymond Martin betrapt op het gebruik van doping.

## Etappe-overzicht
| etappe  | datum        | start                      | finish                     | afstand | winnaar            | klassementsleider  |
| ------- | ------------ | -------------------------- | -------------------------- | ------- | ------------------ | ------------------ |
| proloog | 8 september  | Divonne-les-Bains          | Divonne-les-Bains          | 4,2 km  | Uwe Raab           | Uwe Raab           |
| 1e      | 9 september  | Divonne-les-Bains          | Bourg-en-Bresse            | 157 km  | Andreas Petermann  | Uwe Raab           |
| 2e (pt) | 10 september | Châtillon-sur-Saône        | Châtillon-sur-Saône        | 73 km   | Oost-Duitsland     | Uwe Raab           |
| 3e      | 11 september | Châtillon-sur-Saône        | Voreppe                    | 143 km  | José Alfonso López | Uwe Raab           |
| 4e (it) | 12 september | La Ruchère-en-Chartreuse   | La Ruchère-en-Chartreuse   | 21,5 km | Greg Lemond        | José Alfonso López |
| 5e      | 13 september | Saint-Joseph-de-Rivière    | Saint-Pierre-d'Entremont   | 130 km  | Greg Lemond        | Greg Lemond        |
| 6e      | 15 september | Saint-Laurent-du-Pont      | Saint-Pierre-de-Chartreuse | 145 km  | Philippe Leleu     | Greg Lemond        |
| 7e      | 16 september | Voreppe                    | Saint-Trivier-sur-Moignans | 188 km  | Olaf Ludwig        | Greg Lemond        |
| 8e (it) | 17 september | Saint-Trivier-sur-Moignans | Saint-Trivier-sur-Moignans | 46 km   | Greg Lemond        | Greg Lemond        |
| 9e      | 18 september | Saint-Trivier-sur-Moignans | Divonne                    | 188 km  | Hubert Mathis      | Greg Lemond        |
| 10e     | 19 september | Divonne                    | Morzine                    | 170 km  | Luis Herrera       | Greg Lemond        |
| 11e     | 20 september | Morzine                    | Morzine                    | 79 km   | Pasçal Jules       | Greg Lemond        |

## Eindklassementen

### Algemeen klassement
| rang | renner             | land                           | tijd         |
| ---- | ------------------ | ------------------------------ | ------------ |
| 1    | Greg Lemond        | Verenigde Staten               | 335u 58' 37" |
| 2    | Robert Millar      | Verenigd Koninkrijk            | op 10' 18"   |
| 3    | Cristóbal Pérez    | Colombia                       | op 11' 38"   |
| 4    | Luis Herrera       | Colombia                       | op 12' 03"   |
| 5    | Falk Boden         | Duitse Democratische Republiek | op 13' 08"   |
| 6    | Rafaël Acevedo     | Colombia                       | op 13' 16"   |
| 7    | Mirozlav Sikora    | Tsjechië                       | op 14' 05"   |
| 8    | Pjotr Oegroemov    | Litouwen                       | op 16' 42"   |
| 9    | Jonathan Boyer     | Verenigde Staten               | op 12' 15"   |
| 10   | Thiery Claveyrolat | Frankrijk                      | op 18' 41"   |
| 14   | Ad van Peer        | Nederland                      | op 21' 02"   |
| 15   | Johan De Muynck    | België                         | op 22' 49"   |
| 16   | Jo Maas            | Nederland                      | op 24' 02"   |

### Puntenklassement
| rang | renner      | land                           | tijd |
| ---- | ----------- | ------------------------------ | ---- |
| 1    | Olaf Ludwig | Duitse Democratische Republiek | p    |

### Bergklassement
| rang | renner         | land     | tijd |
| ---- | -------------- | -------- | ---- |
| 1    | Rafaël Acevedo | Colombia | p    |